# Parakuzmenkoite-Fe
La parakuzmenkoite-Fe è un minerale.